# Fungicid
Fungicider kallas ämnen som är giftiga för svampar. Ordet används framför allt om de bekämpningsmedel som används för att skydda till exempel jordbruksgrödor mot svampangrepp. 
Ordet kommer av latinets fungus = "svamp" + ändelsen -cid = "dödande".

## Naturliga fungicider
Växter och andra organismer har ett kemiskt försvar som ger dem en fördel gentemot mikroorganismer såsom svamp. En del av dessa kemiska föreningar kan användas som fungicider:
- Tea treeolja[1]
- Kanelaldehyd[2]
- Kanelolja (eterisk olja)[3]
- Jojobaolja[4]
- Neemolja
- Rosmarinolja
- Mjölk[5][6]
- Ampelomyces quisqualis AQ10, CNCM I-807[7][8]

Vissa levande  eller döda organismer, kan användas för att effektivt döda eller hämma svamp, och därmed användas som fungicid:
- Bakterien Bacillus subtilis
- Kelp (torkad och pulveriserad kelp ges till boskap för att skydda dem från svamp i gräset)

## Syntetiska fungicider
En syntetisk fungicid som är riktad mot mögelangrepp på bl.a. läder är dimetylfumarat. Den har en skarp lukt och används mycket i Kina, men är numera förbjuden inom EU.